# Ein starkes Team: Erntedank
Erntedank ist ein deutscher Fernsehfilm von Johannes Grieser aus dem Jahr 2019. Es handelt sich um die 78. Folge der Krimiserie Ein starkes Team mit Florian Martens und Stefanie Stappenbeck in den Hauptrollen. Es ist der vierzehnte Einsatz von Linett Wachow an der Seite von Otto Garber.

## Handlung
Die Berliner Kommissarin Linett Wachow ermitteln im Todesfall des früheren Kommissars Albert Kramm aus dem Betrugsdezernat, der tot in seiner Gartenlaube aufgefunden worden ist. Eine gerichtsmedizinische Untersuchung ergibt, dass Kramm Opfer eines brutalen Überfalls wurde, bei dem auch sein Tresor aufgebrochen worden ist. In der Kleingartenkolonie Berolina e. V. zeigt man sich schockiert, denn Kramm war hier angeblich sehr beliebt und hatte den Vereinsvorsitz übernommen. Die Mitglieder sind jedoch eine eingeschworene Gemeinschaft und die Kommissarin erfährt nicht viel. So fügt es sich, dass ihr Kollege Otto Garber eigentlich Urlaub hat und so soll er undercover als „Kleingärter“ Augen und Ohren offen halten. Er bewirbt sich für einen freien Garten und wird schon am ersten Tag Zeuge, wie die Gaststätte des Vereins, unter dem Verdacht Schwarzarbeiter zu beschäftigen, von der Polizei kontrolliert wird. Auch sonst stellt Garber schnell fest, dass Kramm bei Weitem nicht so beliebt war, wie es anfangs den Anschein hatte. Die Recherchen ergeben, dass Kramm den Vereinsmitgliedern hinterherspioniert hatte und mit einem selbst erstellten Bußgeldkatalog für kleine Verstöße die Vereinskasse durch drastische Zwangsspenden aufbesserte. Somit hätte fast jeder in der Kleingartenkolonie einen Grund gehabt, Kramm umzubringen, und so verdächtigt auch jeder jeden. Für Garber deutet jedoch alles auf den stellvertretenden Vereinsvorsitzenden Heiko hin. Nach außen versucht dieser stets eine tadellose Fassade zu präsentieren, doch insgeheim misshandelt er seine Frau. Aus Angst vor Heiko hatte Manuela heimlich einen Flug in die Türkei gebucht, nur um von ihrem Mann weg zu kommen. Im Verhör finden die Ermittler heraus, dass Manuela in ihrer Not immer wieder Hilfe bei Kramm gefunden hatte und er somit auch von ihrer Flucht wusste. Als Heiko dahinterkam und nicht wusste, wo seine Frau steckt, hat er versucht aus Kramm einen Hinweis herauszuprügeln. Töten wollte er ihn eigentlich nicht.

## Hintergrund
Die Dreharbeiten für Erntedank erstreckten sich auf den Zeitraum 9. Oktober bis 8. November 2018 und fanden in Berlin und Umgebung statt. Ab 15. März 2019 stand der Film vorab in der ZDFmediathek zur Verfügung. Die Erstausstrahlung erfolgte am 16. März 2019.
Otto Garbers alter Freund Sputnik betreibt in dieser Folge einen kleinen Gartenhandel und versorgt die Kleingärtner mit allerlei Pflanzgut.

## Rezeption

### Einschaltquote
Die deutsche Erstausstrahlung am 16. März 2019 im ZDF wurde von 7,04 Mio. Zuschauer gesehen, was einen Marktanteil von 23,5 Prozent entsprach.

### Kritik
Tilmann P. Gangloff wertete bei tittelbach.tv: „Der Schauplatz ist übersichtlich, weshalb die Zahl der Verdächtigen überschaubar ist, und da fast alle Beteiligten etwas zu verheimlichen haben, tun sich hinter der idyllischen Fassade alsbald Abgründe auf.“ Leider sei dem Regisseur Johannes Grieser einiges nicht gelungen, denn „trotz seiner ansehnlichen Krimi-Erfahrung kommt selbst bei einer kurzen Verfolgungsjagd kaum Spannung auf. Angesichts des konventionellen Stils wirken die seltenen optischen Effekte wie etwa ein in Zeitlupe herabfallender Teller prompt aufgesetzt. Größeres Manko ist jedoch die Arbeit mit den Schauspielern. Obwohl einige der Episodengäste durchaus namhaft sind (Kukulies, Scheve, de Boer, Lodyga), sind die Kleingärtner typische Krimi-Nebenfiguren ohne nennenswerte Tiefe. Gerade in den Ensembleszenen passiert außerdem zwischen den Figuren viel zu wenig. Umso schöner sind einige auf verblüffende und sympathische Weise humorvolle Dialoge. Die komischen Momente sind Grieser ohnehin sehr gut gelungen.“ „Sehenswert ist ‚Erntedank‘ daher vor allem wegen Martens, der das große Spektrum seiner Rolle sichtlich auskostet. Es wird kein Zufall sein, dass ihm auch der witzige Schluss gewidmet ist: Das liebevoll mit einer musikalischen Anlehnung an das berühmte Motiv aus Der weiße Hai unterlegte Angelerlebnis wirkt wie ein Dankeschön an den letzten verbliebenen Darsteller aus der Anfangszeit der Reihe.“
Die Onlineplattform cinema kritisierte: „Im letzten Drittel wird’s spannend, aber da ist das Interesse schon erlahmt.“
Fazit: „Altbekannt. Und kriegt erst spät die Kurve.“
Bei Quotenmeter.de urteilte Sidney Schering und lobt „die deutliche Reduzierung der bei ‚Ein starkes Team‘ zuweilen staubig-langatmigen Revierszenen, um Mertens mehr Raum für sein Spiel als Undercover-Otto zu schaffen, eine erfrischende Entscheidung, die diesem Fall einige zielsichere Schmunzelsituationen verleiht. Erst im letzten Viertel ist diesem Neunzigminüter anzumerken, dass er vom preisgekrönten Autor Johannes Rotter stammt“. „Schrittweise baut er ein Familiendrama in diesen Standard-Krimi ein, das in ein vergleichsweise ruhiges, beinahe melancholisches Finale mündet. Das rundet den weitestgehend austauschbaren Krimi mit etwas Persönlichkeit ab.“